# 科隆比讷
科隆比讷（法語：Colombine，發音：[kɔlɔ̃bin] ⓘ）是法国上索恩省沃苏勒区的一个市镇，于2025年1月1日由原市镇舒瓦和维勒弗朗孔合并而成，行政中心位于舒瓦。

## 地名
该市镇得名于科隆比讷河，其为流经当地的一条河流，是莫尔特河的左支流。

## 地理
科隆比讷（47°23'28"N, 5°45'35"E）面积20.05 平方千米，位于法国勃艮第-弗朗什-孔泰大區上索恩省，该省份为法国东部内陆省份，北起顺时针与孚日省、贝尔福地区省、杜省、汝拉省、科多尔省和上马恩省接壤。
与科隆比讷接壤的市镇（或旧市镇、城区）包括：屈涅、索维涅莱格雷、昂日雷、锡泰、圣卢-楠图阿尔、沙尔塞讷、日村。
科隆比讷的时区为UTC+01:00、UTC+02:00（夏令时）。

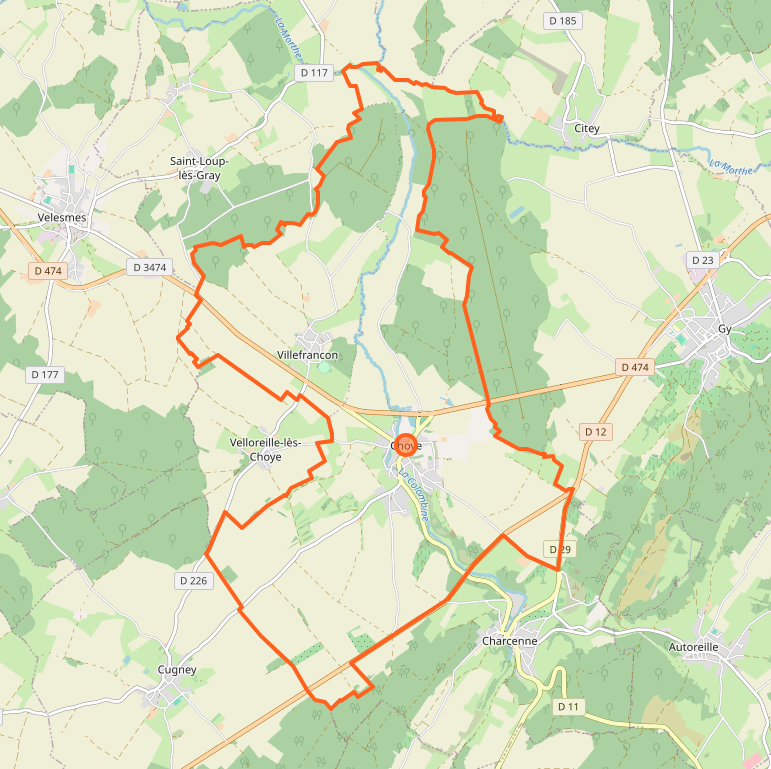
科隆比讷的OSM定位图

## 行政
科隆比讷的邮政编码为70700，INSEE市镇编码为70152。

## 政治
科隆比讷所属的省级选区为马尔奈县。

## 人口
科隆比讷于2022年1月1日时的人口数量为601人。